# Johann Philipp von Gebsattel
Johann Philipp von Gebsattel (né le 13 mai 1555, mort le 26 juin 1609) est prince-évêque de Bamberg de 1599 à sa mort.

## Biographie
Johann Philipp von Gebsattel vient de la maison de Gebsattel (de).
Il agrandit le château de Giech (de) vers 1600. Il s'agit de la démolition du château-fort qui ne répond plus aux exigences de la fortification d'un château contemporain au profit d'un château de la Renaissance. Il décide aussi de la construction de la Nouvelle résidence de Bamberg.
Il est déjà controversé à son époque. On dit qu'il a un certain style de vie décadent, comme un concubinage, et une négligence de ses fonctions d'évêque. Il ne suit pas les traces de ses prédécesseurs, qui sont des représentants énergiques de la Contre-Réforme.
Son monument funéraire se situe depuis la restauration de style de la cathédrale de Bamberg dans l'aile gauche de l'église Saint-Michel (de).